# Historyczna Parafia Ewangelicko-Augsburska w Miastku
Historyczna Parafia Ewangelicko-Augsburska w Miastku – historyczna parafia protestancka istniejąca w Miastku w latach 1534–1945

## Historia
Parafia protestancka powstała w Miastku po sejmie trzebiatowskim w 1534, kiedy stany pomorskie opowiedziały się za nową religią. Parafia przestała istnieć po zakończeniu II wojny światowej wraz z wyjazdem ludności niemieckiej i pastora.

## Duszpasterze

### Pastor
| Joachim Rolle              | 1590         |
| Franciscus Wernrode        |              |
| Joachim Zuther             | 1626         |
| Benjamin Scherznigk        |              |
| Paul(?) Raschius           | 1657         |
| Petrus Eccardi             | 1663         |
| Johann Meldrun             | 1696         |
| Johann Georg Zepernick     | 1697(?)-1708 |
| Joachim Ramm               | 1708–1755    |
| Daniel Kniephof            | 1756–1779    |
| Carl Gottfried Hartsch     | 1779–1799    |
| Johann Christian Scherlich | 1800–1812    |
| Christian Gottlieb Meyer   | 1813–1823    |
| Friedrich Heinrich Holz    | 1823–1864    |
| Rudolf Ottomar Raschig     | 1864–1882    |
| Gustav Theodor Rewald      | 1884–1902    |
| Martin Paul Gerhard Maffia | 1902- 19??   |

### Diakon
| Immanuel Christfried Vierecker             | 1755–1791  |
| Johann Christian Scherlich                 | 1792–1799  |
| Christian Gottlieb Meyer                   | 1800–1813  |
| Ernst Joh. Heinrich Häfner                 | 1814–1818  |
| Heinrich Friedrich Keiper                  |            |
| Winckelmann                                |            |
| Friedrich Heinrich Holz                    | 1821–1825  |
| Anton Christian Friedrich Wilhelm Backe    | 1825–1837  |
| Johann Friedrich Kasischke                 | 1838–1854  |
| Heinrich Wilhelm Graffunder                | 1854–1857  |
| Ernst Gottlieb Barts                       | 1857–1864  |
| Anton Eduard Friderici                     | 1864–1866  |
| Paul Johannes Hoffmann                     | 1866–1867  |
| Hermann Friedrich Nikolaus Ferdinand Ernst | 1867- 18?? |
| Karl Georg Büge                            | 1868–1876  |
| Georg Wilhelm Keiper                       | 1876–1877  |
| August Julius Karl Mueller                 | 1878–1883  |
| Karl Gustav Hugo Leistikow                 | 1884–1894  |
| Paul Gustav Albert Otto Maaß               | 1902–19??  |